# Mark Ormrod
Mark Ormrod (Adelaide, 1 december 1982) is een voormalige Australische sprinter, die is gespecialiseerd in de 400 m. Hij is met name bekend vanwege het winnen van diverse medailles op de 4 x 400 m estafette bij internationale wedstrijden. Zijn beste prestatie is het winnen van zilver op de Olympische Spelen en goud op de Gemenebestspelen.

## Biografie

### Jeugd
Ormrod deed eerst aan voetbal, maar besloot later over te stappen op atletiek. Hij studeerde van 1996 tot 2001 in zijn geboortestad op een privéschool genaamd Pedare Christian College. Zijn eerste grote wedstrijd was het WK junioren 2000 in het Chileense Santiago, waar hij uitkwam op de 400 m. Hier werd hij met 47,66 s in de kwalificatieronde uitgeschakeld. De wedstrijd werd uiteindelijk gewonnen door de Saoedi-Arabische sprinter Hamdan Obah Al-Bishi, die de finale won met meer dan een seconde voorsprong op nummer twee in een persoonlijk record van 44,66.

### Senioren
Mark Ormrod vertegenwoordigde Australië op de Olympische Spelen van Athene in 2004. Op de 4 x 400 m estafette won hij met zijn teamgenoten Patrick Dwyer, Clinton Hill en John Steffensen een zilveren medaille. Hij finishte in 3.00,60 achter het Amerikaanse (2.55,91) en voor het Nigeriaanse team (3.00,90).
Op de Gemenebestspelen 2006 won hij met het Australische estafetteteam een gouden medaille. Op de Univeriade 2007 won hij een zilveren medaille op de 4 x 400 m met zijn teamgenoten Dylan Grant, Joel Milburn en Sean Wroe. Met een tijd van 3.02,76 eindigden ze achter het Poolse (goud) en voor het Russische team (brons). Op het WK in Osaka in augustus van dat jaar nam vrijwel hetzelfde estafetteteam deel aan de 4 x 400 m. Alleen Joel Milburn was vervangen door Kurt Mulcahy. Dit team kwam in Osaka echter niet verder dan een zesde plaats in zijn serie. Met een tijd van 3.02,59 was het Australische team uitgeschakeld.
In 2008 was Australië met onder meer een 4 x 400 m estafetteploeg, waarvan Mark Ormrod deel uitmaakte, present bij de wereldindoorkampioenschappen in Valencia. Het viertal, dat verder bestond uit Daniel Batman, Joel Milburn en Dylan Grant, strandde als vijfde in zijn serie met een tijd van 3.12,69. Later dat jaar vertegenwoordigde Ormrod zijn land ook op de Olympische Spelen in Peking en weer als lid van het Australische 4 x 400 m estafetteteam. In de series werd hij samen met zijn landgenoten John Steffensen, Clinton Hill en Joel Milburn vierde in 3.00,68, voldoende om door te dringen tot de finale. Daarin werd Ormrod echter vervangen door Sean Wroe, waarna het team een zesde plaats veroverde in 3.00,02.
Na het seizoen 2008 was Ormrod een tijd afwezig bij de baanatletiek. Pas in het begin van het Australische baanseizoen 2009/2010 dat begint in november, was Ormrod terug van weggeweest. Hij probeerde onder andere een plek te bemachtigen in het estafetteteam bij de Gemenebestspelen van Delhi. Hier was echter niet succesvol in, waarna hij besloot om zich terug te trekken uit de topsport.

## Persoonlijke records
| Onderdeel | Prestatie | Datum           | Plaats    |
| --------- | --------- | --------------- | --------- |
| 100 m     | 10,58 s   | 17 oktober 2005 | Adelaide  |
| 200 m     | 21,02 s   | 5 februari 2005 | Canberra  |
| 300 m     | 33,72 s   | 2 december 2006 | Geelong   |
| 400 m     | 45,62 s   | 1 december 2005 | Melbourne |

## Palmares

### 4 x 400 m estafette
- 2004:  OS - 3.00,60
- 2006:  Gemenebestspelen - 3.00,93
- 2007:  Universiade - 3.02,76
- 2008: 5e in serie WK indoor - 3.12,69
- 2008: 4e in serie OS - 3.00,68